# Alacid Nunes
Alacid da Silva Nunes (Belém, 25 de novembro de 1924 – Soure, 5 de setembro de 2015) foi um militar e político brasileiro que governou o estado do Pará por duas vezes. Faleceu de um infarto fulminante em Soure, próximo à cidade de Belém.

## Biografia
Filho de Francisco da Silva Nunes e Maria da Silva Nunes. Ao optar pela carreira militar seguiu para o Rio de Janeiro e frequentou a Escola Militar do Realengo, a Academia Militar das Agulhas Negras, a Escola de Educação Física do Exército e a Escola de Aperfeiçoamento de Oficiais. Nesse interregno presidiu a Comissão de Concorrência da Diretoria-Geral do Material Bélico do Exército. Ajudante de Ordens do General Cordeiro de Farias (1953-1955) e comandante da Zona Militar Norte em Recife (1960), foi Secretário de Segurança e chefe de polícia do Território Federal do Amapá (1961) até que retornou a Belém onde graduou-se em Economia pela Universidade Federal do Pará. Em sua cidade natal foi presidente da Comissão de Abastecimento Regional do Pará e do Círculo Militar de Belém. Entre 1961 e 1964 foi chefe da 28ª Circunscrição de Recrutamento e delegado do Comando Militar da Amazônia e da VIII Região Militar como presidente da Comissão de Abastecimento Regional. Por ocasião do 31 de março de 1964 comandava o quartel-general da VIII Região Militar e nessa condição chefiou uma miríade de inquéritos policiais-militares para investigar os adversários do novo regime. 
Alinhado aos objetivos do Regime Militar de 1964 foi alçado à condição de protagonista político quando o governador Aurélio do Carmo foi deposto e em seu lugar assumiu Jarbas Passarinho, que na condição de novo ocupante do Palácio dos Despachos, o nomeou prefeito de Belém em 1964, entretanto Alacid Nunes renunciou ao cargo a tempo de concorrer às eleições de 1965 quando foi eleito governador do Pará pela UDN e assim encerrou o predomínio do PSD na política estadual na última refrega antes do ciclo dos governadores biônicos. Tanto Jarbas Passarinho quanto Alacid Nunes ingressaram na ARENA após o bipartidarismo sendo que o primeiro foi eleito senador em 1966, mas a convivência pacífica dos primeiros anos logo foi substituída por uma cisão interna que legou a cada um metade da máquina partidária e somente com a intervenção de Brasília os líderes recalcitrantes conseguiam dividir o mesmo espaço político. Encerrado o seu primeiro mandato de governador foi a Capanema onde dirigiu a Fábrica de Cimento do Brasil S/A (1971-1974). Em 1974 foi eleito deputado federal e Jarbas Passarinho foi reeleito senador. Por decisão do presidente Ernesto Geisel em 1978 o governo do estado foi de novo entregue a Alacid Nunes, sendo que com a reforma partidária ele e Passarinho ingressaram no PDS.
A volta de Alacid Nunes ao poder tornou irremediável o rompimento entre as correntes partidárias e nesse ínterim Jarbas Passarinho logo recebeu o apoio do presidente João Figueiredo ao passo que os alacidistas apoiaram a candidatura do deputado federal Jader Barbalho, que mesmo sendo do PMDB foi eleito governador do Pará em 1982 ao derrotar o empresário Oziel Carneiro, do PDS.
Com a Nova República Alacid Nunes filiou-se ao PFL e foi membro do conselho de administração da Companhia Vale do Rio Doce durante o governo José Sarney (1985-1990) afastando-se de Jader Barbalho quando este firmou uma coligação com Jarbas Passarinho com vistas às eleições de 1986. Foi eleito deputado federal em 1990 e seu filho, Hildegardo Nunes, foi eleito vice-governador do Pará em 1998 no pleito que reelegeu o governador Almir Gabriel.